# Кржевский, Борис Аполлонович
Бори́с Аполло́нович Крже́вский (25 сентября 1887, Киев — 19 июля 1954, Ленинград) — советский литературовед, историк литературы, переводчик, автор переводов классических произведений зарубежной литературы. Профессор Пермского и Ленинградского университетов, Ленинградского педагогического института имени А. И. Герцена.

## Биография

### Начало пути
Представитель наследственной интеллигенции старой школы. Окончил гимназию повышенного типа в Киеве, а затем историко-филологический факультет Петербургского университета (1911), при котором был оставлен для подготовки к профессорскому званию и преподавательской деятельности на кафедре романской филологии. В 1913 году сдал магистерские экзамены по истории западноевропейской литературы. В 1914—1916 годах завершал образование в университетах Парижа и Мадрида.
С июня 1916 года состоял приват-доцентом Петроградского университета.

### Работа в Пермском и Томском университетах
В июне 1917 года был командирован на историко-филологический факультет Пермского университета на должность экстраординарного профессора по истории западноевропейской литературы (с исполнением обязанностей лектора французского языка), сменив в этой роли другого известного специалиста по западно-европейским литературам А. А. Смирнова. Состоял в Обществе исторических, философских и социальных наук при Пермском университете.
Летом 1919 года в связи с эвакуацией университета выехал в Томск. С 12 декабря 1919 года состоял приват-доцентом при кафедре западноевропейской литературы историко-филологического факультета Томского университета. В Пермь вернулся 11 апреля 1920 года.
Кроме преподавательской работы был секретарём факультета общественных наук, входил в Пермский губернский лекционный совет. На открытом заседании совета ПГУ, посвящённом 100-летию Петроградского университета, выступил с докладом «История всеобщей литературы в Петроградском университете».

### Работа в Ленинграде
В 1922 года вернулся в Ленинград, в котором работал до самой смерти. Работал в Ленинградском университете, педагогическом институте имени А. И. Герцена, институте иностранных языков, филологических исследовательских учреждениях.
30 апреля 1942 года был зачислен на должность старшего научного сотрудника Института языка и мышления, 15 июля отчислен, так как отказался эвакуироваться. Пережил блокаду.
Поддерживал постоянные связи с издательствами — как автор, как консультант, как редактор. Являлся редактором издательства «Academia».
Похоронен в Санкт-Петербурге на Богословском кладбище.

## Научные интересы Б. А. Кржевского
В центре историко-литературных и искусствоведческих интересов Б. А. Кржевского было европейское Возрождение, крупнейшим знатоком которого он являлся. Изучал также французскую литературу (Ф. Рабле, Ш. Сент-Эвремон, театр классицизма и др.), связи русской и испанской литератур. Для книги «Очерки по истории европейского театра» (Пг., 1923) написал главу «Театр Корнеля и Расина». Автор статей в «Литературной энциклопедии» (М., 1939. Т. 11): «Тамайо-и-Баус», «Хуан де Тимонеда», «Тирсо де Молина». Б. А. Кржевский был одним из лучших мастеров художественного перевода. Самый крупный успех его как переводчика — проза Сервантеса и «Манон Леско» аббата Прево.
Наиболее значительные работы Б. А. Кржевского представлены в авторском сборнике «Статьи о зарубежной литературе» (М.; Л., 1960). Книге предпослана статья Н. Я. Берковского, содержащая анализ творчества литературоведа и переводчика. Библиография научных работ и переводов Б. А. Кржевского содержится в сборнике «Романская филология» (Учен. зап. ЛГУ. 1961. Т. 299).